# Můj růžový život
Můj růžový život (v originále Ma vie en rose) je koprodukční hraný film z roku 1997, který režíroval Alain Berliner podle vlastního scénáře. Film popisuje nesnadný život sedmiletého chlapce, který se cítí jako dívka.

## Děj
Hanna a Pierre se právě se svými čtyřmi dětmi přistěhovali na maloměsto do nové čtvrti. Už při seznamovací párty udiví sedmiletý Ludovic sousedy tím, že přijde oblečený jako dívka. I ve škole sklízí posměch od spolužáků, když si hraje s panenkami. Rodiče jej proto vezmou k psychologovi, což ale situaci neuklidňuje. Ludovic je posléze vyloučen ze školy a Pierre přijde o práci. Odvrátí se od nich sousedé a přátelé. Nakonec se musejí přestěhovat do jiného města. Zde se Ludovic seznámí z dívkou ze sousedství, která se ráda převléká jako kluk.

## Obsazení
| Michèle Laroque        | Hanna             |
| Jean-Philippe Écoffey  | Pierre            |
| Hélène Vincent         | Elizabeth         |
| Georges Du Fresne      | Ludovic           |
| Daniel Hanssens        | Albert            |
| Laurence Bibot         | Lisette           |
| Jean-François Gallotte | Jeannot           |
| Caroline Baehr         | Monique           |
| Julien Rivière         | Jérôme            |
| Cristina Barget        | Zoé               |
| Marie Bunel            | psycholožka       |
| Marine Jolivet         | Fabienne Delvigne |
| Vincent Grass          | ředitel školy     |

## Ocenění
- Zlatý glóbus v kategorii nejlepší zahraniční film
- Křišťálový glóbus na MFF Karlovy Vary
- Zlatá labuť na Festivalu romantických filmů v Cabourgu
- César – nominace v kategorii nejlepší filmový debut